# ندى عبد الصمد
ندى عبد الصمد هي مذيعة ومراسلة ومقدّمة برامج حوارية لبنانية على شاشة وإذاعة بي بي سي العربية حاصلة على شهادة الدكتوراه في الصحافة من جامعة سيتي البريطانية عام 2007، وتقدم البرنامج الحواري دنيانا على تلفزيون وإذاعة بي بي سي منذ عام 2014.
بدأت ندى عبد الصمد رحلتها مع البي بي سي مراسلةً من بيروت للقسم العربي للمحطة البريطانية عام 1996، ثم أصبحت مديرة لمكتب المحطة في بيروت، قبل أن تتفرّغ لإعداد وتقديم برنامجها التلفزيوني على شاشة البي بي سي ”دنيانا“.

## أعمالها
- دنيانا، بي بي سي عربي، 2014- الآن